# Viktor Klima
Viktor Klima, né le 4 juin 1947 à Schwechat, est un homme d'État autrichien membre du Parti social-démocrate d'Autriche (SPÖ).
Informaticien puis dirigeant de la compagnie pétrolière ÖMV, il est nommé ministre fédéral des Transports en 1992. Il est élu en 1994 député au Conseil national et devient en 1996 ministre fédéral des Finances.
En 1997, il succède à Franz Vranitzky, en tant que chancelier fédéral et président fédéral du SPÖ. Il mène deux ans plus tard le parti aux élections législatives, scrutin à la suite duquel il échoue à reconduire la grande coalition au pouvoir depuis 1986. Il doit alors céder le pouvoir, les sociaux-démocrates retrouvant l'opposition pour la première fois depuis 1966.
Il abandonne en conséquence la direction du SPÖ et rejoint le secteur privé.

## Biographie

### Jeunesse et débuts professionnels
Il étudie les sciences informatiques, d'abord dans un institut de technologie. Tout au long de sa scolarité, il participe à divers mouvements de jeunesse sociaux-démocrates.
Recruté à la Régie autrichienne de gestion du pétrole (ÖMV) comme informaticien en 1969, il passe ensuite avec succès son magister en sciences économiques à l'université de Vienne. Il intègre la direction d'ÖMV en 1990.

### Ascension en politique

#### Ministre fédéral des Transports
Le 3 avril 1992, Viktor Klima est nommé à 44 ans ministre fédéral de l'Économie publique et des Transports dans le troisième gouvernement de grande coalition du social-démocrate Franz Vranitzky. À peine un mois plus tard, il trouve un accord sur le transit routier entre l'Autriche et la Communauté économique européenne (CEE), permettant la création de l'Espace économique européen (EEE).

#### Ministre fédéral des Finances
Il est élu député au Conseil national au cours des élections législatives du 9 octobre 1994, puis reconduit dans ses fonctions ministérielles le 29 novembre dans le gouvernement Vranitzky IV. Les désaccords budgétaires de la coalition au pouvoir amène à la convocation d'élections anticipées le 17 décembre 1995, au cours desquelles il se trouve réélu. Il est chargé le 3 janvier 1996, en pleine période de transition, du poste de ministre fédéral des Finances.
Il faut attendre le 12 mars 1996 pour que soit formé le gouvernement Vranitzky V, dans lequel il reste ministre fédéral des Finances et abandonne ses fonctions de ministre fédéral des Transports.

### Chancelier fédéral

#### Le populaire successeur de Vranitzky
Ministre populaire, il est désigné le 18 janvier 1997 comme successeur de Vranitzky, au pouvoir depuis 1986 et qui vient d'annoncer sa démission, ce choix étant justifié par sa popularité, son caractère affable, sa proximité avec le chancelier et sa bonne gestion d'une épineuse privatisation ayant tendu les relations avec le Parti populaire autrichien (ÖVP).
Le 28 janvier, Viktor Klima est assermenté à 49 ans chancelier fédéral d'Autriche. Il forme ensuite son gouvernement dans lequel il ne reconduit qu'un seul des cinq ministres fédéraux du SPÖ sortants et nomme deux femmes. Il est par la suite élu président fédéral du SPÖ, le 9 avril.

#### L'échec historique de 1999
Lors des élections législatives du 3 octobre 1999, il mène le Parti social-démocrate à son plus mauvais résultat depuis 1945 : le parti perd plus de 300 000 voix, 6 députés et passe sous la barre des 35 %, restant toutefois la première force politique autrichienne. Après plus de deux mois de blocage causé par le refus de l'ÖVP de participer à une quelconque majorité, le président fédéral Thomas Klestil charge Klima de constituer le gouvernement, à la suite d'un revirement du Parti populaire.
Le 19 janvier 2000, les négociations entre Klima et Wolfgang Schüssel sont en passe d'aboutir, seule restant en discussion la répartition des ministères fédéraux, même si la reconduction de la grande coalition crée des remous au sein des deux partis, une frange de l'ÖVP préférant une alliance avec le Parti de la liberté d'Autriche (FPÖ) de l'ultra-nationaliste Jörg Haider tandis que la principale centrale syndicale, proche du SPÖ, s'oppose aux mesures sociales prévues par l'accord de majorité.
Du fait d'un désaccord insurmontable sur l'attribution du ministère fédéral des Finances, le SPÖ rompt les négociations et Klima s'engage à constituer un gouvernement minoritaire, idée finalement acceptée par le chef de l'État. Ce projet n'ira pas à terme, l'ÖVP et le FPÖ ayant décidé le 24 janvier de s'associer afin de former une « coalition noire-bleue ». Le 4 février, Viktor Klima doit remettre le pouvoir à Schüssel. C'est alors la première fois depuis 1966 que le SPÖ passe dans l'opposition.

### Retrait de la vie politique
Tirant les conséquences de cet échec historique, Klima annonce le 17 février qu'il démissionne de la présidence fédérale du Parti social-démocrate. Son secrétaire général Alfred Gusenbauer prend formellement sa succession le 29 avril et Klima bat alors le record de brièveté à la direction du SPÖ, battant celui établi en 1988 par Fred Sinowatz, ayant passé moins de quatre dans cette fonction. Il parvient à la direction de Volkswagen en Argentine. Depuis 2007, ses fonctions dans la firme allemande se sont étendues à toute l'Amérique du Sud.

### Vie privée
Marié deux fois, Klima a trois enfants : deux de sa première femme et un de sa compagne actuelle.